# Gorenja vas pri Polici
Gorenja vas pri Polici este o localitate din comuna Grosuplje, Slovenia, cu o populație de 56 de locuitori.